# Karin Mattson Nordin
Karin Linnea Mattson Nordin, född 10 december 1945 i Norrtälje, är en svensk arkitekt.
Mattson Nordin, som är dotter till byggmästare John Mattson och Anna-Stina Porath, blev filosofie kandidat vid Stockholms universitet 1972 och utexaminerades från Kungliga Tekniska högskolan 1984. Hon var anställd hos Svenska Industriförbundet 1972–1973 och drev egen verksamhet Karin Mattson Nordin arkitektkontor från 1982. Ordförande i ATHENA, Föreningen Sveriges kvinnliga arkitekter från 1986.
Mattson Nordin är sedan 2006 ägare till Sandemars slott genom sitt företag KMN Förvaltning AB.